# Henrik Ravn
Henrik Ravn (ur. 1968) – duński kulturysta i strongman.

## Życiorys
Henrik Ravn wziął udział dwukrotnie w indywidualnych Mistrzostwach Świata Strongman, w latach 1993 i 1994. W Mistrzostwach Świata Strongman 1994 nie zakwalifikował się do finału z powodu kontuzji.
Wymiary

- wzrost: 182 cm
- waga: 123 kg

Rekordy życiowe
- przysiad: 300 kg
- wyciskanie: 200 kg
- martwy ciąg: 300 kg

## Osiągnięcia strongman
- 1992
  - 8. miejsce – Mistrzostwa Europy Strongman 1992
- 1993
  - 7. miejsce – Mistrzostwa Świata Strongman 1993